# نگوین نگوک تو
نگوین نگوک تو (انگلیسی: Nguyễn Ngọc Thơ؛ ۲۶ مهٔ ۱۹۰۸ – ۱۲ ژوئن ۱۹۷۶) سیاستمدار اهل ویتنام بود. وی از ۴ نوامبر ۱۹۶۳ تا ۳۰ ژانویه ۱۹۶۴ اولین نخست‌وزیر ویتنام جنوبی بود.
نگوین نگوک تو در ۱۲ ژوئن ۱۹۷۶، در سن ۶۸ سالگی درگذشت.